# Якубсон, Илья Адольфович
Илья Адольфович Якубсон (род. 3 января 1972, Орёл, РСФСР, СССР) — генеральный директор сети дискаунтеров «Чижик». Бывший президент Группы компаний «ДИКСИ». Также занимал пост Председателя правления Ассоциации Компаний розничной торговли. Член правления РСПП, сопредседатель комиссии РСПП по торговле и потребительскому рынку, член комиссии по применению кодекса добросовестных практик при Межотраслевом экспертном совете, член Совета Директоров ЕCR (Efficient consumer response).

## Биография
Родился 03 января 1972 года в городе Орле. В 1995 окончил исторический факультет Орловского государственного педагогического института. В 2001 получил степень кандидата социологических наук. В следующем году окончил Кингстонскую школу бизнеса (Великобритания), получив степень МВА.
В 1993 участвовал в основании торговой компании «Паллада» в родном городе. В 1997 становится генеральным директором группы компаний «Паллада», в управлении которой — сеть дискаунтеров «Сберегайка» и супермаркетов «Паллада» в Орловской и Курской областях. В 2006 году Илья Якубсон приглашен на позицию вице-президента торговой компании «Мегаполис», управляемой группой компаний «Меркурий», где отвечает за стратегию вхождения «Мегаполиса» в сектор продуктового ретейла. Реализация стратегии привела к покупке группы компаний «ДИКСИ», в которой Илья Якубсон становится вице-президентом в 2008 году. Темпы роста сети магазинов «ДИКСИ» под руководством Якубсона оцениваются в 25—35 % в год.
В 2009 Илья Якубсон занял пост президента группы компаний «ДИКСИ». Под его руководством магазины сети полностью преобразились. В 2011 «ДИКСИ» приобретает группу компаний «Виктория» (сеть супермаркетов). Сделка вывела «ДИКСИ» на третье место в списке крупнейших операторов российского рынка продовольственного ретейла — по обороту, территориальному охвату и количеству магазинов. С 2011 по 2015 являлся Председателем Президиума Ассоциации компаний розничной торговли, с 2015 года — её сопредседатель.
В конце 2015 года Илья Якубсон покинул пост президента «ДИКСИ».
В марте 2018 года Илья Якубсон возглавил сеть многопрофильных медицинских центров «Альфа-Центр Здоровья», созданную группой «АльфаСтрахование», которая в свою очередь принадлежит «Альфа-Групп». По итогам 2018 года сеть «Альфа-Центр Здоровья» заняла четырнадцатое место в рейтинге крупнейших частных клиник России, составленном журналом Forbes.
В конце 2019 года присоединился к команде X5 Group в должности советника главного исполнительного директора. С осени 2020 года возглавляет сеть жестких дискаунтеров «Чижик».

## Награды
В рамках ежегодного конкурса «Предприниматель года», организованного компанией «Эрнст энд Янг», в 2009 году Якобсон получает специальный приз «За высокий профессионализм».
В 2012 году удостоен государственной награды: золотой медали «За вклад в развитие агропромышленного комплекса России».
В 2013 году Илья Якубсон входит в топ-5 лучших менеджеров России по версии газеты Коммерсантъ и Ассоциации менеджеров среди высших руководителей в ретейле, а также получает звание «Человек года в ритейле» (BBCG).